# Distico eroico
Un distico eroico è una forma tradizionale della poesia inglese, comunemente usato per la poesia epica e la poesia narrativa, e si riferisce ai poemi costruiti con sequenze di coppie di versi in pentametro giambico. La rima è sempre una rima maschile. L'uso del distico eroico è stato introdotto da Geoffrey Chaucer ne La leggenda delle donne eccellenti e I racconti di Canterbury.
La definizione distico eroico è, a volte, riservata per distici chiusi, in contrasto agli enjambement di poeti come John Donne. I più grandi autori di distici eroici in lingua inglese sono John Dryden e Alexander Pope. Altre opere da citare, oltre ai lavori di Dryden e Pope, sono The Vanity of Human Wishes di Samuel Johnson, The Deserted Village di Oliver Goldsmith e Lamia di John Keats.
Questa forma poetica fu molto popolare nel XIX secolo. Il distico debole, con occasionale enjambement, fu uno dei modelli della forma poetica medievale, anche per l'influenza dei Racconti di Canterbury.